# 柏林更名基奇纳
1916年5至6月，加拿大安大略省城市柏林举办全民公投，把市名改成基秦拿。该市1833年以普魯士和后来的德意志帝國首都命名，但随着英国和加拿大投身第一次世界大战，“柏林”之名引起市民厌憎。
1916年5月19日的公决投票率很高但充斥恐吓等操纵行径，结果以微弱多数决定更名。一个月后举办的定名公决投票率下降，最后确定以不久前死于德军水雷的英国陆军元帅第一代基奇纳伯爵赫伯特·基奇纳命名。1916年9月1日，柏林正式更名基奇纳。
柏林与附近的滑铁卢19至20世纪大部分居民是德裔，与其他族裔和乐融融，形成日耳曼与不列颠文化的独特组合。1914年8月英国和加拿大投身对抗德国的战争后，德裔加拿大人感受的反德情绪日渐高昂。1916年初，商界与社区领袖推动柏林更名或并入滑铁卢。日益紧张的社区局势在当地第118营军人洗劫德裔社交俱乐部、攻击直言不讳的德裔信義宗牧师之际达到巅峰。
一战期间，英语世界的日耳曼文化普遍消退，美国与澳大利亚发生类似案例，但柏林更名基奇纳因充斥暴力和抗议示威与众不同。更名不足以打消外界对该市、特别是市内德裔居民的疑虑，这其中无疑还有反对人士向安大略省政府呈请中止更名程序、滑铁卢北区在1917年加拿大联邦选举中把反对征兵的候选人推上台等因素影响。基奇纳的日耳曼文化在战争结束后消退，德裔加拿大人在文化上朝更广义的加拿大人同化。

## 背景

### 日耳曼与不列颠文化融合的小镇
柏林位于上加拿大，宾夕法尼亚州门诺派教众最早在当地定居，为地方起名埃比镇（或）、本埃比（Ben Eby's）、沙岗（Sandhills），19世纪20年代开始涌入的欧洲日耳曼语系移民促使当地社区领袖本杰明·埃比（Benjamin Eby）与约瑟夫·施耐德（Joseph Schneider）1833年把村镇改名柏林。19世纪70年代，柏林和附近滑铁卢的日耳曼裔居民分别达到七成三和八成。许多日耳曼移民与盎格魯-撒克遜人一样是为逃离冲突四起的欧洲前来加拿大。大部分移民是在19世纪后半叶的民族运动爆发前抵达，形成的加拿大社区远不及进入19世纪70年代后移民加拿大西部的德意志裔那么重视日耳曼民族主义。历史学家约翰·英格利希（John English）与肯尼斯·麦克劳克林（Kenneth McLaughlin）认为，柏林的雇员和雇主背景一致，足以缓解种族和社会仇恨。

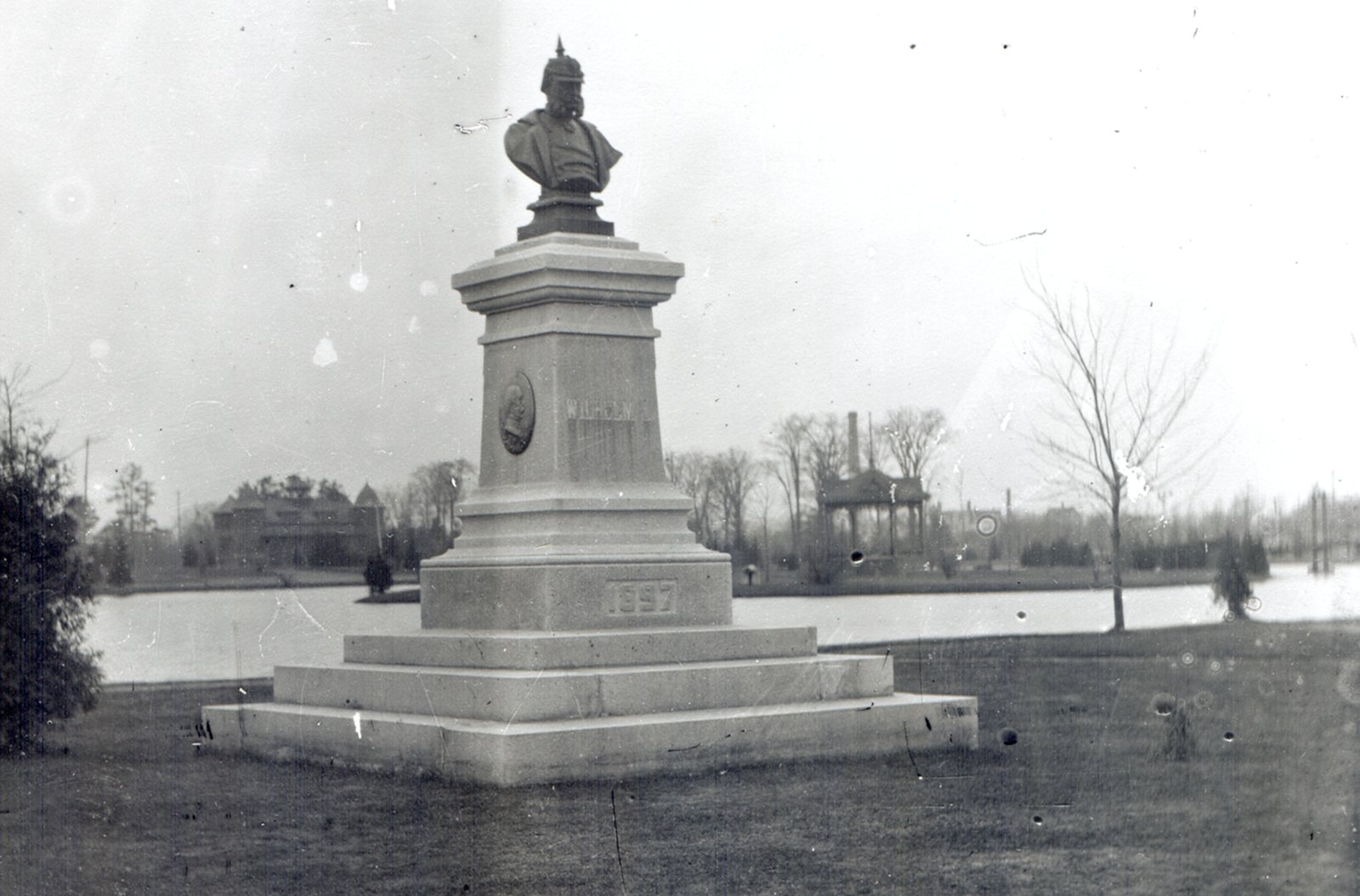
1897年安大略省柏林维多利亚公园揭幕的威廉一世半身像，摄于1905年

柏林人忠于大英帝国的同时不忘日耳曼民族遗产，把维多利亚女王与阿尔伯特亲王结婚等英國王室和日耳曼王室的友好关系视为民族自豪来源。1871年5月，镇上举办日耳曼联合遗产庆典“和平节”（Friedensfest），庆祝普法戰爭结束和德意志统一，共吸引1.2万人参加。日耳曼和平节却以《天佑女王》收尾，足以体现当地日耳曼与不列颠文化的融洽程度。历史学家杰弗里·海斯（Geoffrey Hayes）表示，和平节与随后的歌唱节（Sängerfest）是日耳曼语系居民发展日耳曼裔加拿大人身份认同、获取其他人接纳的重要途径。1874至1912年柏林和滑铁卢共举办九次歌唱节，引来全国媒体积极报导和大量民众参观。

柏林市民门前往往交替挂有聯合傑克和日耳曼旗帜，到访柏林与滑铁卢的加拿大總督洛恩侯爵、路易丝公主、康诺特公爵，前普魯士公主路易絲·瑪格麗塔等王室成员和政治家对不列颠与日耳曼裔和乐融融的相处之道赞不绝口。1897年7月，柏林市民在维多利亚公园立起以雕塑家莱因霍尔德·贝加斯（Reinhold Begas）作品为原型的威廉一世半身像。市民把半身像看作连接日耳曼与不列颠的纽带，政府对此乐见其成，加拿大總理威尔弗里德·劳雷尔爵士确保半身像得以免交关税运到加拿大。20世纪初，当地绝大多数居民已经自认德裔加拿大人，不再是纯粹的日耳曼人。1911年加拿大人口普查表明柏林日耳曼裔高达七成六，但绝大多数从未踏上德国领土；滑铁卢居民九成生于加拿大。柏林人依旧热爱日耳曼文化遗产，经常举办活动庆祝奥托·冯·俾斯麦和德意志皇帝的生日。1914年2月威廉二世55岁生日庆祝活动期间，施马尔兹（W. H. Schmalz）在滑铁卢协和俱乐部致辞：
哪怕已是加拿大人，我们日耳曼人也会记得每年这个时刻，证明大家爱戴和尊敬值得全世界自豪的国君。我们是英国臣民……但在宣告如此真理时我还想以此自省：我们已经做好延续美好日耳曼传统的准备。

### 第一次世界大战和日趋强烈的反德情绪
1914年8月4日，英国向德国宣战，身为大英帝国自治領的加拿大跟随英国脚步。8月12日，德语周报《柏林人报》（Berliner Journal）发文告诫市民“不要参与任何形式的抗议示威，避免争论……沉默是金，以尊严对待这段艰难时刻，证明你是真正的日耳曼人，对生活的祖国充满感激”。英国政策要求自治领各地德裔在四天内离境，德国政府鼓励侨民回归。1911年人口普查表明加拿大各地共有39万3320名德裔。柏林市民期望欧洲爆发的战争不会直接影响当地生活，德裔社交俱乐部继续开放，运作基本不受影响。人们在德语宗教仪式宣布支持加拿大抗战。

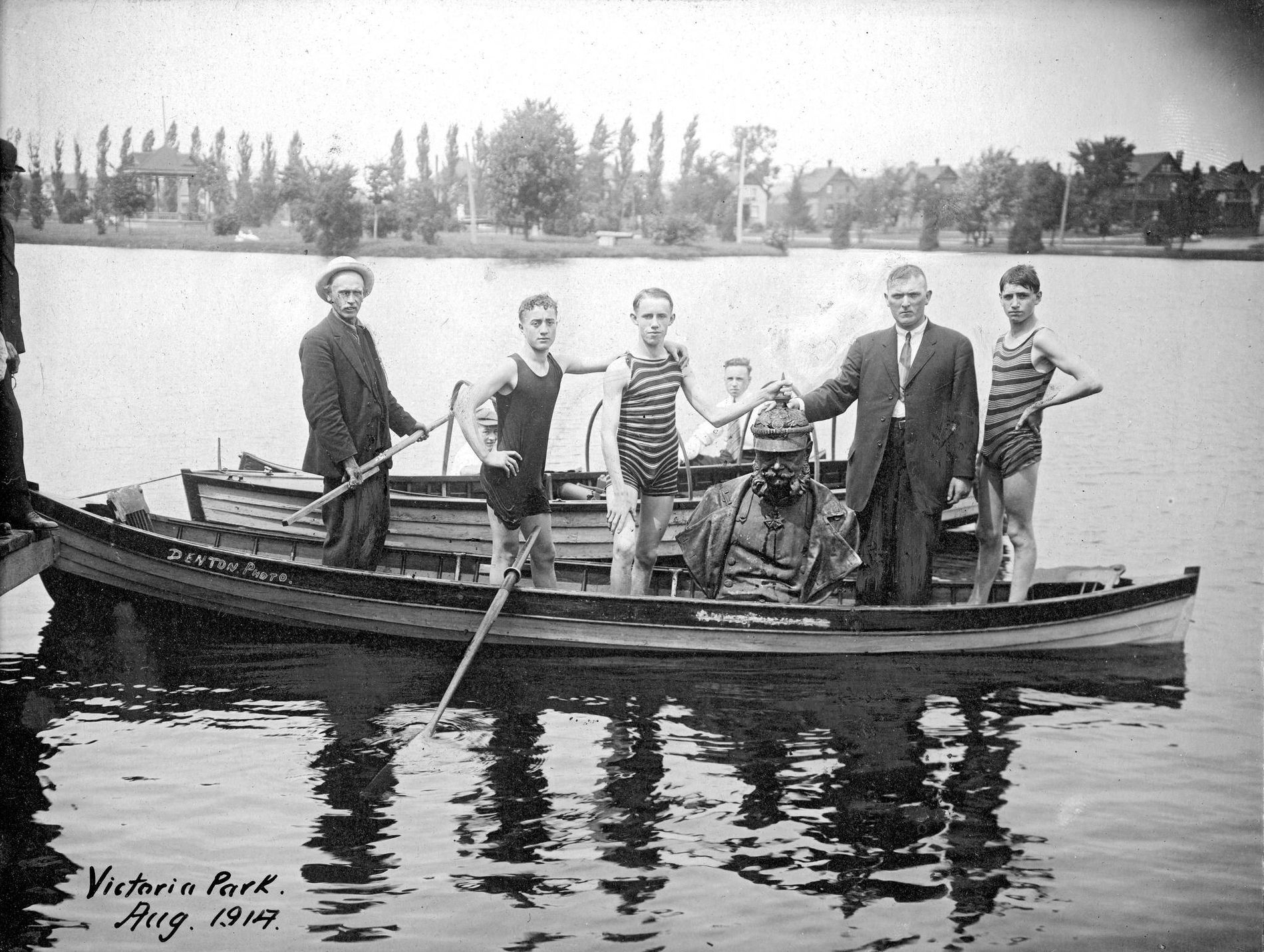
1914年8月，柏林市民把英国和加拿大向德国宣战后被破坏者扔进维多利亚公园湖的威廉一世半身像打捞上船

加拿大参战三周后，破坏者推倒维多利亚公园的威廉一世半身像扔进湖里。市民捞回半身像并抓获三名肇事青年。战争爆发后的几个月里，柏林教育委员会投票决定学校不再以德语教学。企业家兼政治家路易斯·雅各布·布雷索普（Louis Jacob Breithaupt）等柏林名流召集公众集会反对委员会决策。1914年8月19日，保守党国会议员唐纳德·萨瑟兰（Donald Sutherland）在回复御座致辞时表示同情德裔公民处境，被迫承受德国“统治阶层、独断、疯狂军政府招来的危险”。加拿大总理罗伯特·莱尔德·博登当天表示，无论生于德国还是奥匈帝国，来到加拿大后不管是否入籍，都“有权而且能得到加拿大法律保护”，仅通敌叛国者例外。
1915年初，滑铁卢北区（Waterloo North）国会议员威廉·乔治·魏歇尔（William George Weichel）在加拿大下議院表示，德裔加拿大人完全可以在忠于加拿大抗战的同时又对民族文化遗产自豪。1914年，滑铁卢与柏林市民人均贡献的加拿大爱国基金在全国分列第一和第二位。阿卡迪亚俱乐部是滑铁卢的德裔社交俱乐部，全部60名成员有一半投身加拿大武装部队，俱乐部还举办活动赞助加拿大红十字会和爱国基金。当地教授里斯多夫（F. V. Riecthdorf）宣称：“我生于德国，曾参军入伍……我忠于英国旗帜……我们要马上而有力地响应（大英）帝国！”1915年5月，柏林市议会提出任命地方法务登记敌侨，减轻外界对柏林市民不忠于祖国的疑虑，但最后认定如此手段毫无必要。
战争导致加拿大的日耳曼传统受到非难，反德情绪日趋高涨。德意志帝国侵犯中立国比利时、使用毒气、处死艾迪丝·卡维尔、击沉卢西塔尼亚号等行径，以及德国军人钉死加拿大军人的江湖谣传激发反德情绪。北滑铁卢征兵委员会主席1916年3月1日写给《柏林新闻纪事报》（Berlin News Record）的信表示：“事实依然如此，柏林是以普鲁士首都、如今的德意志帝国首都命名，那里是历史上最恶毒罪行与暴行的发源地”。1916年2月国会大楼起火，但被误传为德裔人士纵火。许多战时暴行的记载事后证明纯属捏造或英国政治宣传，但大部分加拿大公民当时深信不疑。

说德语、展示德国旗帜均沦为不忠于加拿大的标志。没有报名参军的年青人、特别是德裔在街上遇到骚扰。多伦多《环球报》（The Globe）、《多伦多新闻报》（Toronto News）等传媒经常抨击德裔加拿大人，《环球报》社论甚至主张密切监控柏林市民，谨防间谍。为防德裔加拿大人的蓄意破坏，1.6万加拿大军人留守本土，1915年10月至1916年9月还有五万加拿大远征军志愿者留在国内以防万一。所有可能威胁国家安全的德裔从1914年就开始被拘留，加拿大政府有权自行认定并拘留任何“间谍”或可能通敌者。1916年，加拿大各地拘留的德裔约有两千，战争结束时达到2009人。安大略省无人遭遇此类拘留或囚禁，但各地德裔的权利和自由都存在缩水。布雷索普在1916年2月的日记感叹：“加拿大的公众情绪极其反德，乃至在一定程度针对一切与德国有关甚至让人想到德国的事物”。加拿大军方领袖同样接纳并鼓吹反德情绪，格兰维尔·布拉德（Granville Blood）军士长1916年4月致信《柏林新闻纪事报》，警告柏林市民“尽英国人的本份，否则就忍受鄙视……要么当英国人，要么去死”。斯坦利·纳尔逊·戴西（Stanley Nelson Dacey）中尉写给加拿大人民的信得以刊发，其中写道：
忠于（德國）凱撒、处心积虑要把（英国）国王拖下地狱的物种就混在你们中间，我只能说，把这些反动分子关进拘留营，把这些不配当英国公民的东西关进它们理应之所在……滑铁卢北区的年轻人已经烂到骨子里，我曾听外界商人对柏林批发行的推销员说：“我不会再买那天杀德裔城镇的任何物品。你觉得我会花钱支持德国佬？那我跟他们岂不是一个档次。”

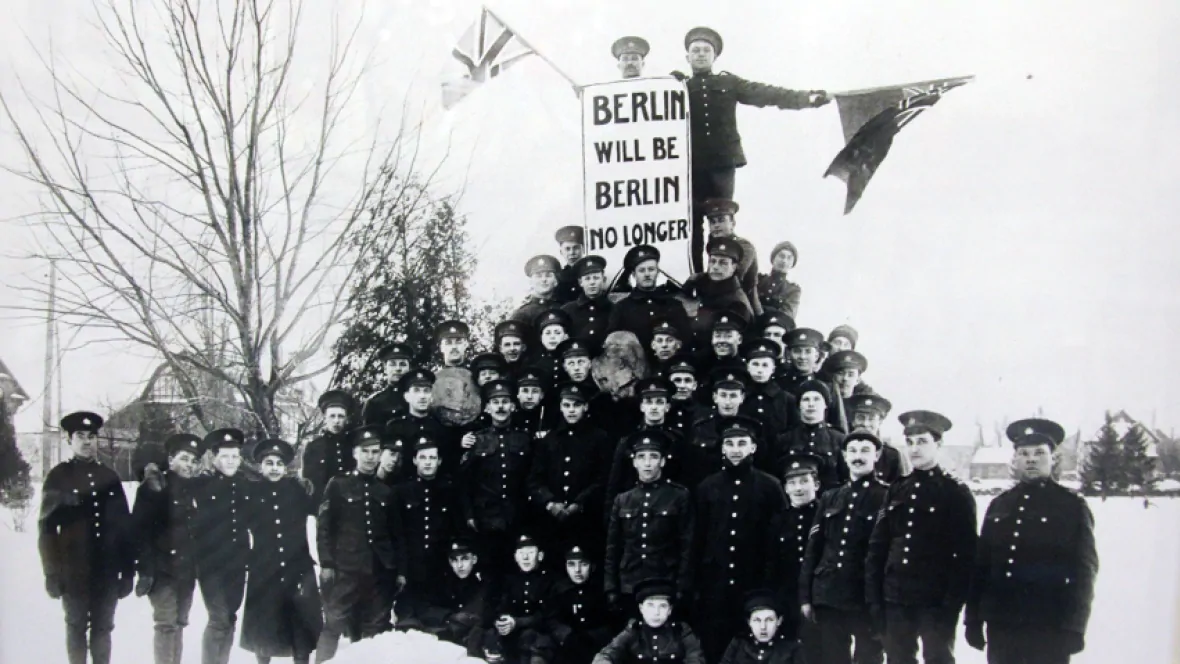
1916年2月16日，前一天洗劫当地德裔社交俱乐部的第118营军人聚集在维多利亚公园1897年和平纪念牌前，举起写有“柏林不再是柏林”字样的标语

1916年1月，加拿大远征军分散各地的营开始新一轮招兵买马但成交不彰，滑铁卢北区第118营也不例外。招兵人员不惜走上街头骚扰尚未入伍的男士，强迫他们前往招兵办事处。柏林地方警队难以控制这些军人，警员布里文斯（Blevins）想逮捕骚扰市民的约瑟夫·梅辛格（Joseph Meinzinger）时被对方打脱下巴。2月15日，第118营军人闯入协和俱乐部，盗取纪念品并将室内物品摧毁。博登营经过调查宣布军人强闯俱乐部合理，没有提出控罪。
1916年初，加拿大民兵部长山姆·休斯（Sam Hughes）在下议院演说时攻击柏林信義宗牧师塔珀特（C. R. Tappert）神父。塔珀特在宗教事务中继续说德语，告诉孩童不要向联合杰克敬礼，也不要唱《天佑吾王》，他拒绝向爱国基金捐款，公开质疑反德政治宣传，这些举动都引起争议。1915年初，塔珀特致信《柏林新闻纪事报》，自称忠于加拿大的同时内心仍是德国人。休斯指控塔珀特为德国暴行和君主极权辩护。面对要求他最迟在3月1日离境的威胁，塔珀特没有理睬。60名军人3月4日或5日闯入家中把他抓起来。据证人回忆：“塔珀特在几分钟内就被绑在马后拖上街，他脸上血肉模糊，躯体扭曲着陷入昏迷，同时路面还在刮落他的血肉”。裁判官约翰·威尔（John J. A. Weir）认定犯下此等罪行的两名军人分别是二等兵舍费尔（Schaefer）和军士长布拉德。威尔自称记得舍费尔涉嫌1914年把威廉一世半身像扔进维多利亚公园湖，还知道布拉德有计划攻击其他市民。两人最后被处100加拿大元罚金和/或入狱半年，但都得到缓刑。休斯指责塔珀特以反英情绪煽动军人过激行为，塔珀特与家人3月8日离开柏林。

## 组织公投
1916年2月4日，《柏林新闻纪事报》刊登的信件第一个提议改名。作者署名“纳税人”，建议柏林市议会建议通过决议为该市更名。最初的改名动机是为经济利益，无关爱国情怀。柏林制造商在战争爆发后拿到许多合同，但业主担心产品上“柏林制造”的标签不利销售，柏林贸易委员会1916年2月8日提出城市改名，希望借此向全国彰显该市爱国心，促进地方商务。议会2月11日决定：
大英帝国各地似乎已对“柏林”及其代表的一切形成强烈偏见，本市公民完全理解这种偏见的产生非常自然，任何忠诚的市民都不可能认为还应该用普魯士首都之名来称呼本市。有鉴于此，市议会决定接受呈请，采取必要措施把“柏林”改为其他更符合我等民族情感的名称。
会上大部分人支持决议，仅布雷索普反对，他发言批评议会主张，声称改名对英国能否赢得战争毫无影响，任务变更市名的提议都应交由民众表决。布雷索普在日记中称此次会议“划越时代”。2月1日，决议组织者把带有1080人签名的城市更名请愿书送到市议会。议会表决赞成向安大略省省議會提出城市改名或并入滑铁卢。商界和社区领袖纷纷致信《柏林新闻纪事报》支持或反对更名，许多主张演变成人身攻击。三月上旬制作商和企业家的会议决定推动柏林改名，反对派面临抵制威胁。市议会有奖征集新市名，三月结束前就收到成千上万的建议。4月4日，柏林代表团向安大略省议会私人法案委员会陈述，委员会经投标不向省议会上报法案，担心会在柏林引发暴力动乱。未达目标的代表团回到柏林后组建英国联盟，“促进社区英国情感”。4月14日，联盟通过决议要求市议会对他们之前在私人法案委员会的遭遇向省议会抗议，市议会通过决议，其中还有修正条款同意柏林举办公投决定是否改名。4月24日，市议会投标决定在5月19日公投。
大部分柏林人对城市更名提议的波澜毫无兴趣，但关注此事的市民认为宣传过程非常激烈。从事档案管理工作的芭芭拉·威尔逊指出，“市长赫特（J. E. Hett）等许多柏林人觉得为柏林改名没什么现实意义，但要是反对二月的更名运动又要面临不忠于祖国和亲德指控”。《柏林电读报》（Berlin Telegraph）赞成改名，《柏林新闻纪事报》反对，两报都刊登文章和广告宣传各自主张。局势日趋紧张，并在5月5日30名军人闯入并洗劫滑铁卢阿卡迪亚俱乐部时达到高潮。加拿大司法部长查尔斯·多尔蒂（Charles Doherty）拒绝为俱乐部争取赔偿，声称这只会进一步激化种族矛盾。柏林图书馆委员会主席兼滑铁卢历史学会主席威廉·布雷索普（William Breithaupt）直言不讳地反对更名。宣传期间他收到威胁信，家中电话线也被切断。

## 公投和结果

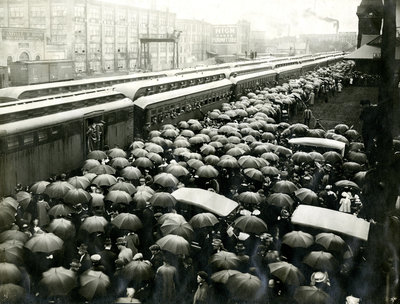
1916年5月22日（公投三天后），市民在柏林火车站为第118营军人送行。城内紧张局势随着军人离开缓解

1916年5月19日柏林举办公投，选民需回答问题“你是否赞成本市更名？”历史学家亚当·克雷拉（Adam Crerar）指出，表决过程充斥恐吓等操纵行径，第118营军人想方设法令可能反对的选民无法前往投票站，赞成更名人士还质疑未入籍公民的投票资格。许多被剥夺选举权的人曾在以往选举投票，他们的儿子还在海外为国而战。最后统计的有效选票总数是3057张，赞成改名的以仅81票优势取胜。据英格利希和麦克劳克林记载，女子和军人大多投下赞成票，工薪阶层、特别是北区德裔居民普遍反对。支持者在结果出炉后走上街头庆祝，《柏林新闻纪事报》的报导称人们朝空中和人行道燃放烟花，最后导致多人受伤。市政官员霍尔曼（J. A. Hallman）向英王乔治五世发电报，称“加拿大柏林的忠诚公民无比欢欣地告知陛下，他们已在今天永远抛弃普鲁士首都的名字”。康诺特公爵5月23日告知霍尔曼，国王收到电报。军乐队和民众在柏林街头招摇过市，随后在反对更名派系主力奥古斯特·朗（August Lang）门前聚集。朗与民众对峙，双方随即争执起来。第118营的洛克黑德（Lochead）上校宣称部下没有过错。初步公投过去一周后，第118营的707名军人于5月22日离开柏林到安大略省伦敦继续训练，柏林的紧张局势大幅缓解。
99人组成公民委员会建议新市名，从成千上万提议中选出六个入围名称，分别是胡伦多（Huronto）、柏加拿（Bercana）、杜纳德（Dunard）、水力城（Hydro City）、雷诺马（Renoma）、艾阿诺里奥（Agnoleo）。《柏林新闻纪事报》发文嘲笑这些名字仿佛“国家的笑柄”。6月1日，市议会向公民委员会致谢，决定自行挑选入围名称，所有建议一经采纳还有现金奖励。6月5日，英国战争大臣、陆军元帅霍雷肖·赫伯特·基奇纳因汉普郡号装甲巡洋舰前往俄国途中触雷沉没遇难。消息次日广为传播，促使柏林市议会把基奇纳加到入围城市名称。当地商人特别认可“基奇纳”之名，但也有人觉得如此起名没什么品味。安大略省斯特拉特福《先驱报》（Herald）的社论指出，柏林更名主要是为经济利益，不应采用战争烈士之名。

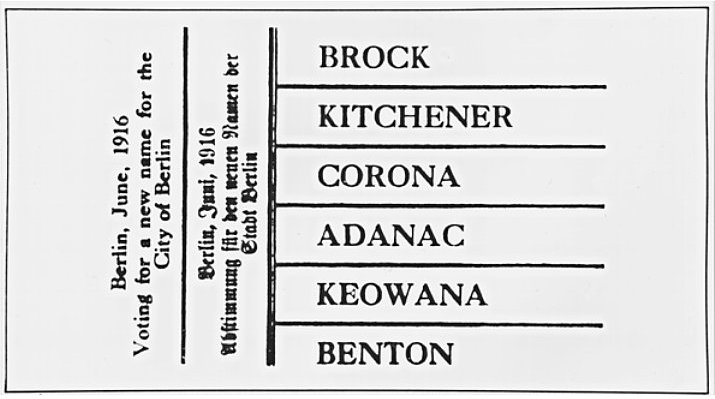
1916年6月挑选新城市名称的选票

最后入围的六个名字分别是布洛克（Brock）、基奇纳、科罗纳（Corona）、阿達納克（Adanac）、基奥瓦纳（Keowana）、本顿（Benton）。部分市民提议柏林更名滑铁卢后两市合并，决议案6月20日在市议会表决时未通过。1916年6月24至28日每天上午九点到晚上九点，柏林举办第二轮公投决定新市名。此次表决投票率很低，全市共4897人有资格投票，但统计的选票只有892张，其中又有163张废票，许多都把所有选项划掉然后写上柏林或滑铁卢，基奇纳以346票胜出。
| 选项            | 票数  | 百分比 |
| --------------- | ----- | ------ |
| 基奇纳          | 346   | 38.79  |
| 布洛克          | 335   | 37.56  |
| 阿達納克        | 23    | 2.58   |
| 本顿            | 15    | 1.68   |
| 科罗纳          | 7     | 0.78   |
| 基奥瓦纳        | 3     | 0.34   |
| 无效/空白票     | 163   | 18.27  |
| 合计            | 892   | 100    |
| 登记选民/投票率 | 4,897 | 18.22  |
| 来源：          |       |        |

## 反响和余波
据威尔逊记载，六月公投结果出炉后的反应“一片死寂”。《柏林新闻纪事报》针对如此之低的投票率表示，此次公投的“突出特点便是纳税人无比冷漠”。1916年7月4日，柏林市议会批准表决结果，决定同年9月1日正式采用新市名。新成立的公众联盟取得2068人联名反对更名，市议会7月11日表态支持联盟举动。代表团向安大略省议会递交请愿书，省政府认为之前的公决完全合规，拒绝介入。8月23日，省政府通过指令认可新市名9月1日生效。
1916年9月1日，柏林正式更名基奇纳。英格利希与麦克劳克林指出，柏林更名不足以打消外界对德裔人口是否忠诚的疑虑。投票反对更名的市民遭遇骚扰，许多人向基奇纳写信时继续把地名写成柏林，迫使邮局发布备忘录。安大略省各城镇当局呈请政府采取措施，强迫拒绝采用新地名基奇纳的人屈服。1917年1月1日基奇纳市政选举前夕，英国联盟人士企图把“异族”赶出选民行列，结果所有入选市议会的候选人都曾反对改名。结果公布后，英国联盟、部分市民和第118营军人聚在《柏林新闻纪事报》办事处、新当选市长大卫·格罗斯（David Gross）的家和纽扣厂门前。军人打破窗户，摧毁建筑内部物品。为缓解局势，格罗斯在就职演说时承诺不会尝试把市名改回柏林。1919年12月2日的市议会最后一次大力推动把市名改回柏林。财务委员会递交报告，建议再度对市名投票。大部分由世界大战退伍军人协会成员组成的约五百名群众设法赶到议会大厅反对重新投票。议会最后否决提案，示威者殴打投弃权票的两名议员，强迫他们亲吻英国旗帜，还把其中一人扔进维多利亚公园湖区。
博登总理1917年11月24日到访基奇纳，为他的《兵役法》争取支持，同时为所属工会党参加即将开始的联邦选举摇旗呐喊。加拿大政府两个月前通过《战时选举法》，结合其他措施一起剥夺有可能反对征兵的选民投票权，其中包括1902年3月31日后取得加拿大国籍的德裔移民。心中不满的市民质问来访总理，引来全国媒体报导，商界领袖要求基奇纳市议会向博登道歉，议会以五票赞成、七票反对拒绝。金斯顿、貴湖、布兰特福德等安大略省城市报纸宣称，基奇纳市议会拒不道歉，证明该市改名只是做个样子，居民照样把德国看得比加拿大更重要。博登的回忆录表示，“基奇纳事件”对加拿大其他地区影响远超他的任何演说。基奇纳贸易委员会、基奇纳制造商协会在议会拒绝道歉后组织工厂12月3日停工抗议，抗议当天市议会经投票决定让步，避免停工旷日持久。
选举期间，安大略省各地报纸普遍与工会党政府一个鼻孔出气，支持征兵，基奇纳与滑铁卢情况类似，《柏林新闻纪事报》与《柏林电讯报》在竞选活动最后三周半没有刊登自由党的任何竞选素材，候选人威廉·道姆·欧拉（William Daum Euler）只能自办《人民之声报》（Voice of the People）。工会党竞选海报打出标语：“德国皇帝会把票投给谁？”选举结果，滑铁卢北区在任工会党议员魏歇尔不敌自由党候选人欧拉，后者是反对征兵派的重要成员。欧拉的胜选幅度超过两成，是安大略州自由党候选人之最，大部分支持者是德裔。他拿下63.1%的平民选票，但支持他的军人票仅4.6%。魏歇尔失利之际感叹：“德国皇帝在滑铁卢北区所向披靡”。德裔对工会党政府和保守党的敌视世代相传，欧拉胜出令外界对基奇纳和滑铁卢居民依然忠于德国的观念更形稳固。

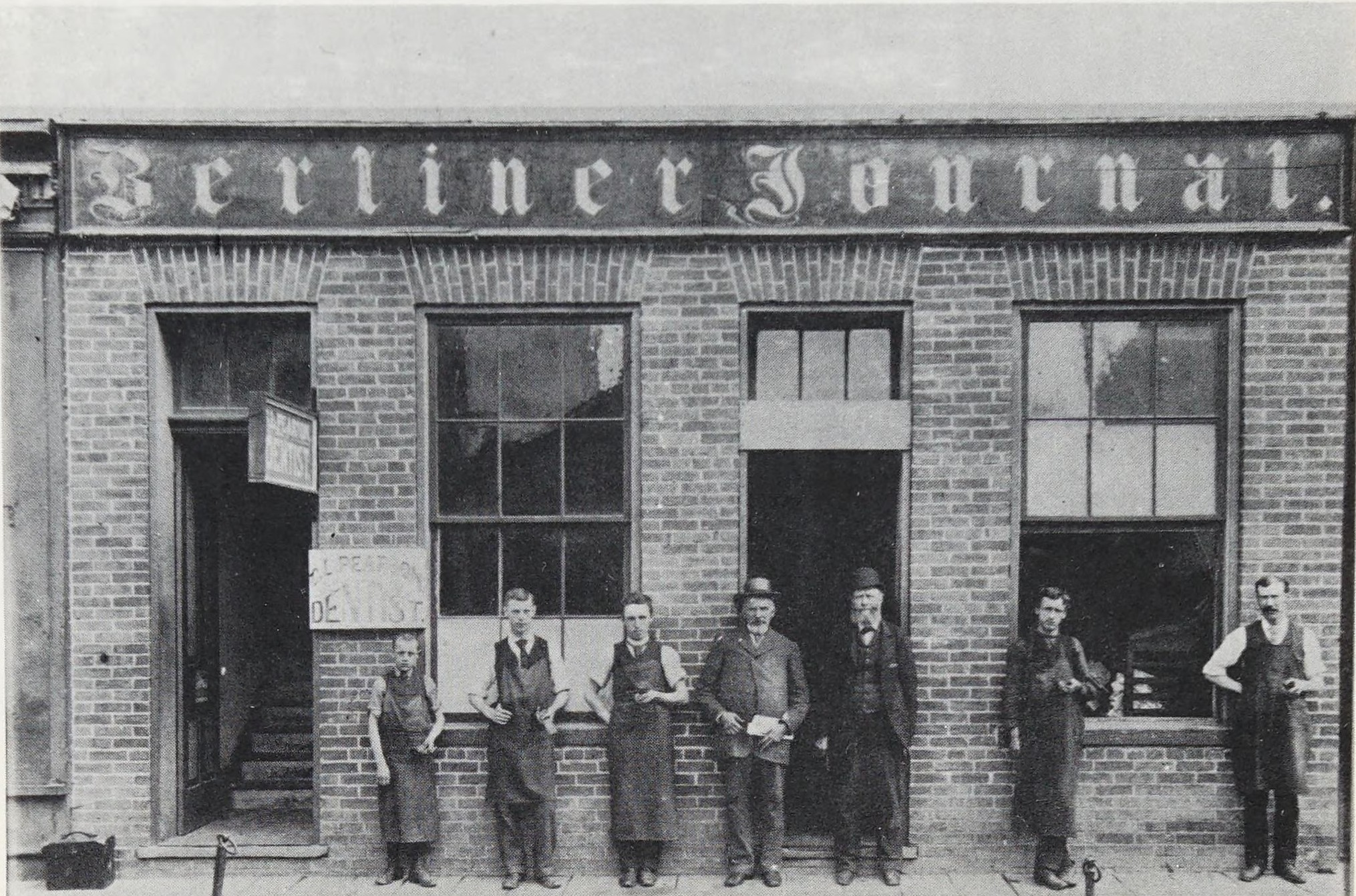
樞密令禁止德语出版物后，安大略省最后的德语报纸《柏林人报》于1918年停刊，上图是1889年左右的报社

历史学家戴维·布莱克本（David Blackbourn）指出，第一次世界大战就像德裔人民在盎格魯-撒克遜人世界生活的分水岭，标志着日耳曼文化的普遍衰落。“大量德裔居住的安大略省柏林市变成基奇纳，艾奥瓦州的柏林改名林肯，这种事在英语世界的德语地区重复次数成千上万，小小的德语世界急剧萎缩”。战争结束后，许多德裔加拿大人把姓名英语化，布劳恩（Braun）改成布朗（Brown），施密特（Schmidt）变成史密斯（Smith），自称荷兰人或奧地利人后代。1918年9月26日，加拿大政府通过樞密令要求国内所有采用“敌国语言”的报刊改用英语或法语。安大略省最后的德语报纸《柏林人报》同年10月2日刊发最后一期德语版，并在11月停刊。地理学家克里斯·波斯特（Chris Post）与德里克·奥尔德曼（Derek Alderman）认为，一战期间及其后美国、加拿大、澳大利亚都把源自德国的地名改掉，是“地名清洗的政治符號學进程”典型。柏林更名基奇纳期间的公共动乱与同代其他更名事例差别显著。反德情绪在战后持续，1919年的樞密令直接禁止德国移民入境，直到1923年才取消。此后数十年间，基奇纳的德裔人口持续减少，1911年人口普查显示当地七成六居民是德裔，1921和1931年分别降至55.6%和53%。柏林此前一个世纪曾吸引大量德裔移民，但1923年移民禁令取消后，大部分新移民改在资源产业丰厚、土地便宜的加拿大西部定居。
20世纪30年代初，基奇纳和滑铁卢市民基本对德国纳粹党在当地催生的法西斯运动不屑一顾。加拿大与英国在第二次世界大战再次对抗德国之际，两地社区领袖为避免不忠于祖国的指控迅速行动，想方设法缓和外界怀疑；协和俱乐部及其他德裔社交俱乐部1939年8月关闭。二战期间基奇纳的反德氛围远不及一战，共七位市民被当成敌侨拘留，低于周边社区，《每日纪事报》（Daily Record）对此颇显自豪。历史学家威廉·坎贝尔认为，一战后加拿大人身份认同范围在原本占主导的英语和法语文化基础上扩大，是二战期间反德情绪减轻的重要原因。英格利希与麦克劳克林指出，汽车与电影、广播、杂志这些新形式大眾媒體令基奇纳的文化不断扩张，与加拿大乃至北美洲看齐并结为整体。大部分学者认为，德裔加拿大人大多在战后数十年间同化。
从20世纪后半叶开始，基奇纳的新移民以希臘人、葡萄牙人、印度人、西印度群岛人、华人为主，2001年人口普查时只剩四分之一的居民自认属德裔。一战过后当地转为强调是德裔宾夕法尼亚人与门诺派教徒率先来此定居，梅贝尔·邓纳姆（Mabel Dunham）1924年的時代小說《大篷马车的踪迹》（The Trail of the Conestoga），以及1926年揭幕的滑铁卢先锋纪念塔均以此为主题。20世纪60年代末到70年代初，基奇纳恢复欧洲日耳曼传统庆祝活动，基奇纳－滑铁卢啤酒节每年吸引数十万人参与，是北美洲最大规模的啤酒节，不过英格利希与麦克劳克林认为，啤酒节与其说是庆祝德国文化，倒更像是提倡饮酒文化。霍雷肖·赫伯特·基奇纳曾在第二次布尔战争期间设立集中营，时代车轮进入21世纪后，这成为部分基奇纳市民眼中的重大污点。2020年，380人联名呈请为城市改名，基奇纳市议会表示：“我们绝不会宽容或忘记他的所作所为……（但）基奇纳已经远远超出英国陆军元帅代表的历史意义”。

## 脚注
1. ↑  McLaughlin & Jaeger 2007，第30–31頁.
2. ↑  English & McLaughlin 1983，第1頁.
3. ↑  English & McLaughlin 1983，第9頁.
4. ↑  McLaughlin 1991，第42頁.
5. ↑  McLaughlin & Jaeger 2007，第79頁.
6. ↑  Bloomfield 1995，第214頁.
7. ↑  McLaughlin & Jaeger 2007，第35, 74頁.
8. ↑  McLaughlin 1991，第43–44頁.
9. ↑  English & McLaughlin 1983，第46頁.
10. ↑  English & McLaughlin 1983，第78–79頁.
11. ↑  McLaughlin & Jaeger 2007，第74, 79頁.
12. ↑  McLaughlin & Jaeger 2007，第74頁.
13. ↑  McLaughlin & Jaeger 2007，第74, 76頁.
14. ↑  McLaughlin & Jaeger 2007，第77頁.
15. ↑  Hayes 1999，第133頁.
16. ↑  McLaughlin & Jaeger 2007，第81頁.
17. ↑  McLaughlin & Jaeger 2007，第80–81頁.
18. 1 2  Leibbrandt 1980，第178頁.
19. 1 2  English & McLaughlin 1983，第70頁.
20. 1 2 3 4  McLaughlin & Jaeger 2007，第91頁.
21. ↑  Frisse 2005，第140頁.
22. 1 2 3 4 5  McLaughlin & Jaeger 2007，第88頁.
23. ↑  English & McLaughlin 1983，第107頁.
24. ↑  Campbell 2015，第47頁.
25. ↑  Lloyd George 1938，第42–48頁.
26. ↑  Copp 2005，第36頁.
27. ↑  Löchte 2008，第112頁.
28. ↑  Bausenhart 1989，第93頁.
29. 1 2 3 4  Lawson 2007，第831頁.
30. 1 2  Avery 2005，第276頁.
31. 1 2  English & McLaughlin 1983，第108頁.
32. ↑  McLaughlin, Stortz & Wahl 2002，第104頁.
33. ↑  Leibbrandt 1980，第250頁.
34. 1 2 3  Campbell 2015，第52頁.
35. ↑  Leibbrandt 1980，第253頁.
36. ↑  English & McLaughlin 1983，第110, 114頁.
37. 1 2 3 4  McLaughlin & Jaeger 2007，第90頁.
38. 1 2  Wilson 1977a，第lxxvii頁.
39. ↑  English & McLaughlin 1983，第130頁.
40. ↑  Wilson 1977a，第lxxvii n24頁.
41. 1 2 3 4 5 6  Hayes 1997，第120頁.
42. ↑  Wilson 1977b，第80頁.
43. ↑  Wilson 1977a，第lxxiii頁.
44. ↑  English & McLaughlin 1983，第110頁.
45. ↑  Semchuk 2019，第2頁.
46. ↑  Semchuk 2019，第3頁.
47. ↑  Uttley 1975，第49頁.
48. 1 2  English & McLaughlin 1983，第111頁.
49. ↑  McLaughlin & Jaeger 2007，第93頁.
50. 1 2 3 4  Campbell 2015，第48頁.
51. ↑  Wilson 1977a，第lxxiv頁.
52. 1 2  Crerar 2005，第254頁.
53. ↑  McKegney 1991，第94–103頁.
54. ↑  Price 2016，第9頁.
55. ↑  Magee 2016，第492頁.
56. ↑  Wilson 1977b，第84頁.
57. 1 2 3 4  Crerar 2005，第256頁.
58. 1 2  McLaughlin, Stortz & Wahl 2002，第106頁.
59. 1 2  Wilson 1977a，第lxxiv–lxxv頁.
60. ↑  McKegney 1991，第169頁.
61. ↑  Granatstein 2005，第66頁.
62. 1 2  Semchuk 2019，第6頁.
63. ↑  Bausenhart 1989，第94頁.
64. 1 2  Hayes 1997，第119頁.
65. ↑  Coschi 2014，第311頁.
66. ↑  English & McLaughlin 1983，第112頁.
67. ↑  English & McLaughlin 1983，第115頁.
68. 1 2  McLaughlin & Jaeger 2007，第91–92頁.
69. 1 2 3  Wilson 1977a，第lxxvi頁.
70. 1 2 3 4 5 6  Hayes 1997，第121頁.
71. ↑  English & McLaughlin 1983，第116頁.
72. 1 2 3  Wilson 1977a，第lxxviii頁.
73. ↑  McKegney 1991，第160頁.
74. 1 2  English & McLaughlin 1983，第113頁.
75. ↑  Hayes 1997，第120–121頁.
76. ↑  Wilson 1977a，第lxxviii–lxxix頁.
77. 1 2  Wilson 1977a，第lxxix頁.
78. 1 2 3 4 5 6 7 8 9 10 11 12 13  Hayes 1997，第122頁.
79. 1 2 3  English & McLaughlin 1983，第117頁.
80. 1 2 3  McLaughlin & Jaeger 2007，第92頁.
81. ↑  Allemang 2016.
82. 1 2 3  Wilson 1977a，第lxxx頁.
83. ↑  Outhit 2016.
84. ↑  Hayes 1997，第105, 122頁.
85. ↑  Hayes 1997，第121–122頁.
86. ↑  McLaughlin, Stortz & Wahl 2002，第108頁.
87. 1 2 3 4 5 6 7 8  Wilson 1977a，第lxxxi頁.
88. 1 2  Crerar 2005，第257頁.
89. 1 2 3 4 5 6  McKegney 1991，第178頁.
90. 1 2 3 4  Hayes 1997，第123頁.
91. 1 2  English & McLaughlin 1983，第119頁.
92. ↑  Wilson 1977a，第lxxxii頁.
93. ↑  English & McLaughlin 1983，第119–120頁.
94. ↑  Library and Archives Canada.
95. ↑  English & McLaughlin 1983，第120頁.
96. ↑  English & McLaughlin 1983，第121–122頁.
97. ↑  Hayes 1997，第124頁.
98. ↑  English & McLaughlin 1983，第128頁.
99. 1 2 3  English & McLaughlin 1983，第125頁.
100. 1 2 3 4 5 6  Campbell 2015，第54–55頁.
101. ↑  English & Panneton 2015.
102. ↑  Leibbrandt 1980，第255頁.
103. ↑  English & McLaughlin 1983，第126頁.
104. ↑  Borden 1938，第763頁.
105. ↑  English & McLaughlin 1983，第125–126頁.
106. ↑  English & McLaughlin 1983，第126–127頁.
107. ↑  Hayes 1997，第127頁.
108. 1 2  Crerar 2005，第240頁.
109. ↑  Heick 1980，第84頁.
110. ↑  Dutil & MacKenzie 2017，第207–208頁.
111. ↑  Dutil & MacKenzie 2017，第208頁.
112. ↑  Frisse 2005，第140–142頁.
113. ↑  Dutil & MacKenzie 2017，第238頁.
114. ↑  Heick 1980，第85–86頁.
115. ↑  Dutil & MacKenzie 2017，第222頁.
116. ↑  English 2005，第81頁.
117. 1 2 3  Frisse 2005，第141頁.
118. 1 2  Blackbourn 2015，第344頁.
119. 1 2 3  English & McLaughlin 1983，第162頁.
120. ↑  Leibbrandt 1980，第256頁.
121. ↑  Löchte 2008，第115頁.
122. ↑  Post & Alderman 2014，第84頁.
123. 1 2  English & McLaughlin 1983，第163頁.
124. ↑  Avery 2005，第289–290頁.
125. ↑  Betcherman 1975，第55–57頁.
126. ↑  English & McLaughlin 1983，第167頁.
127. ↑  English & McLaughlin 1983，第224n51頁.
128. ↑  English & McLaughlin 1983，第162–163, 167頁.
129. ↑  English & McLaughlin 1983，第206–209頁.
130. ↑  Frisse 2005，第139頁.
131. ↑  Hayes 1999，第137–141頁.
132. ↑  English & McLaughlin 1983，第207頁.
133. ↑  English & McLaughlin 1983，第207–208頁.
134. ↑  Outhit 2020.

### 图书
- Avery, Donald. . MacKenzie, David  (编). . Toronto: University of Toronto Press. 2005: 272–299. ISBN 0-8020-8445-1.
- Bausenhart, Werner. . New York: Legas. 1989. ISBN 0-921252-10-2.
- Betcherman, Lita-Rose. . Toronto: Fitzhenry & Whiteside. 1975. ISBN 0-88902-022-1.
- Bloomfield, Elizabeth. . Kitchener: Waterloo Historical Society. 1995. ISBN 0-9699719-0-7.
- Borden, Robert. Borden, Henry , 编.  2. Toronto: Macmillan Company of Canada Ltd. 1938. OCLC 2699108.
- Copp, Terry. . MacKenzie, David  (编). . Toronto: University of Toronto Press. 2005: 35–61. ISBN 0-8020-8445-1.
- Crerar, Adam. . MacKenzie, David  (编). . Toronto: University of Toronto Press. 2005: 230–271. ISBN 0-8020-8445-1.
- Dutil, Patrice; MacKenzie, David. . Toronto: Dundurn Press. 2017. ISBN 978-1-4597-3726-6.
- English, John; McLaughlin, Kenneth. . Waterloo: Wilfrid Laurier University Press. 1983. ISBN 0-88920-137-4.
- English, John. . MacKenzie, David  (编). . Toronto: University of Toronto Press. 2005: 76–95. ISBN 0-8020-8445-1.
- Frisse, Ulrich. . Adam, Thomas  (编).  1. Santa Barbara: ABC-CLIO. 2005: 138–142. ISBN 1-85109-633-7.
- Granatstein, J. L. . MacKenzie, David  (编). . Toronto: University of Toronto Press. 2005: 62–75. ISBN 0-8020-8445-1.
- Hayes, Geoffrey. . Kitchener: Waterloo Historical Society. 1997. ISBN 0-9699719-1-5.
- Leibbrandt, Gottlieb. . 由Weissenborn, G. K.翻译. Kitchener: Allprint Co. 1980 [1977]. ISBN 0-919207-01-4.
- Lloyd George, David.  1. London: Odhams Press Limited. 1938  [2021-05-02].
- Löchte, Anne. . Schulze, Mathias; Skidmore, James M.; John, David G.; Liebscher, Grit; Siebel-Achenbach, Sebastian  (编). . Waterloo: Wilfrid Laurier University Press. 2008: 107–116. ISBN 978-1-55458-027-9.
- McKegney, Patricia P. . Wellesley: University of Bamberg Press. 1991. ISBN 0-9695356-0-0.
- McLaughlin, Kenneth. . Burke, Susan M.; Hill, Matthew H.  (编). . Kitchener: Joseph Schneider Haus. 1991: 35–45. ISBN 0-9695578-0-9.
- McLaughlin, Kenneth; Stortz, Gerald J.; Wahl, James A. . Waterloo: St. Jerome's University. 2002. ISBN 0-9731213-0-0.
- McLaughlin, Kenneth; Jaeger, Sharon. . Waterloo: City of Waterloo. 2007. ISBN 978-0-9691175-1-3.
- Semchuk, Sandra. . Edmonton: The University of Alberta Press. 2019. ISBN 978-1-77212-378-4.
- Uttley, William V. . Waterloo: Wilfrid Laurier University Press. 1975 [1937]. ISBN 0-88920-024-6.
- Wilson, Barbara M. . Wilson, Barbara M.  (编). . Toronto: University of Toronto Press. 1977a: xvii–cxix. ISBN 0-8020-2255-3. ISSN 0078-5091.
- Wilson, Barbara M. (编). . Toronto: University of Toronto Press. 1977b. ISBN 0-8020-2255-3. ISSN 0078-5091.

### 报刊杂志
- Blackbourn, David. . Geschichte und Gesellschaft. 2015, 41 (2): 321–346. ISSN 0340-613X. JSTOR 24636718.
- Campbell, William J. . Canadian Military History. 2015-04-16, 21 (2): 45–57  [2021-05-02]. ISSN 1195-8472. （原始内容存档于2020-07-19）.
- Coschi, Mario Nathan. . Histoire sociale/Social History. 2014, 47 (94): 311–332. doi:10.1353/his.2014.0033. eISSN 1918-6576.
- Hayes, Geoffrey.  (PDF). Ontario History. Autumn 1999, 91 (2): 131–150  [2021-05-02]. ISSN 0030-2953. （原始内容存档 (PDF)于2021-04-18）.
- Heick, W. H. . Ontario History. 1980-06, 72 (2). ISSN 0030-2953.
- Lawson, Robert. . The International History Review. 2007-12, 29 (4): 821–832. ISSN 0707-5332. JSTOR 40110928.
- Magee, Gayle. . American Music. 2016, 34 (4): 474–506. ISSN 0734-4392. JSTOR 10.5406/americanmusic.34.4.0474. doi:10.5406/americanmusic.34.4.0474.
- Post, Chris W; Alderman, Derek H. . Area. 2014, 46 (1): 83–91. ISSN 0004-0894. JSTOR 24029946.
- Price, Peter. . International Journal. 2016, 71 (1): 5–19. ISSN 0020-7020. JSTOR 44631164.
- Outhit, Jeff. . Waterloo Region Record. 2016-06-27  [2021-05-02]. （原始内容存档于2021-01-27）.
- Outhit, Jeff. . Waterloo Region Record. 2020-06-19  [2021-05-02]. （原始内容存档于2020-09-25）.
- Allemang, John. . The Globe and Mail. 2016-08-26  [2021-05-02]. （原始内容存档于2021-02-06）.
- . Library and Archives Canada. 2017-02-09  [2021-05-03]. （原始内容存档于2021-01-10）.
- English, John; Panneton, Daniel. . . 2015-09-18  [2021-05-03]. （原始内容存档于2021-03-09）.

## 扩展阅读
- Chadwick, W. R. . Waterloo: Wilfrid Laurier University Press. 1992. ISBN 0-88920-226-5.
- Hopkins, J. Castell.  (PDF). Toronto: The Canadian Annual Review, Ltd. 1917: 554–555  [2021-05-02]. （原始内容存档 (PDF)于2020-10-20）.
- Hopkins, J. Castell.  (PDF). Toronto: The Canadian Annual Review, Ltd. 1918: 436–437  [2021-05-02]. （原始内容存档 (PDF)于2020-10-23）.
- Mercer, Greg. . Waterloo Region Record. 2014-08-23  [2014-09-11]. （原始内容存档于2014-09-11）.
- . Waterloo Centre for German Studies. University of Waterloo. 2016-09-15  [2021-05-02]. （原始内容存档于2021-04-11）.
- . Library and Archives Canada.   [2021-05-02]. （原始内容存档于2021-01-10）.
- . Canadian War Museum.   [2021-05-02]. （原始内容存档于2021-02-26）.
- . University of Waterloo Library.   [2021-05-02]. （原始内容存档于2021-04-27）.
- . University of Waterloo Library.   [2021-05-02]. （原始内容存档于2015-09-13）.
- . University of Waterloo Library.   [2021-05-02]. （原始内容存档于2020-11-23）.